# Olympische Sommerspiele 1988/Tischtennis
Bei den XXIV. Olympischen Spielen 1988 in Seoul war Tischtennis zum ersten Mal olympisch. Es wurden vier Wettbewerbe im Einzel und Doppel für Damen und Herren ausgetragen. Spielort war das National University Gymnasium.

## Bilanz

### Medaillenspiegel
| Platz  | Land        | Gold | Silber | Bronze | Gesamt |
| ------ | ----------- | ---- | ------ | ------ | ------ |
| 1      | China       | 2    | 2      | 1      | 7      |
| 2      | Südkorea    | 2    | 1      | 1      | 4      |
| 3      | Jugoslawien | –    | 1      | 1      | 2      |
| 4      | Schweden    | –    | –      | 1      | 1      |
| Gesamt | Gesamt      | 4    | 4      | 4      | 12     |

### Medaillengewinner
| Disziplin     | Gold                                | Silber                                 | Bronze                                |
| ------------- | ----------------------------------- | -------------------------------------- | ------------------------------------- |
| Männer Einzel | Yoo Nam-kyu (KOR)                   | Kim Ki-taik (KOR)                      | Erik Lindh (SWE)                      |
| Frauen Einzel | Chen Jing (CHN)                     | Li Huifen (CHN)                        | Jiao Zhimin (CHN)                     |
| Männer Doppel | Chen Longcan / Wei Qingguang (CHN)  | Ilija Lupulesku / Zoran Primorac (YUG) | Yoo Nam-kyu / Ahn Jae-hyung (KOR)     |
| Frauen Doppel | Yang Young-ja / Hyun Jung-hwa (KOR) | Jiao Zhimin / Chen Jing (CHN)          | Jasna Fazlić / Gordana Perkučin (YUG) |

## Vorgeschichte
Tischtennis wurde durch Beschluss des IOC am 1. Oktober 1981 in Baden-Baden ab 1988 zur olympischen Sportart erklärt.
1988 waren 64 Herren und 48 Damen zur Teilnahme zugelassen. Jedes Land durfte höchstens drei Herren und zwei Damen melden. Unter dieser Prämisse waren automatisch qualifiziert die ersten 16 Herren und die ersten 12 Damen der ITTF-Weltrangliste. Die restlichen Teilnehmer wurden in regionalen Qualifikationsturnieren ermittelt:
- Asien und Europa: je 12 Herren und 9 Damen
- Lateinamerika und Afrika: je 8 Herren und 6 Damen
- Nordamerika und Afrika: je 2 Herren und 1 Dame

## Austragungsmodus
Im Einzel wurden zunächst bei den Herren acht Gruppen mit je acht Teilnehmern, bei den Damen acht Gruppen mit je sechs Spielerinnen gebildet. In einer Gruppe spielte Jeder gegen Jeden, die beiden Erstplatzierten gelangten ins Achtelfinale. Hier ging es im K.-o.-System weiter.
Analog wurden in den Doppelwettbewerben Achtergruppen gebildet: Vier bei den Herren, wobei die beiden Erstplatzierten weiterkamen, zwei bei den Damen, wo die ersten Vier ins Viertelfinale gelangten. In den Einzeln wurden drei, in den Doppeln zwei Gewinnsätze gespielt.

## Abschneiden der deutschen Teilnehmer
Von den deutschen Teilnehmern konnte sich nur Olga Nemes für das Achtelfinale qualifizieren. Alle anderen schieden in den Gruppenspielen aus. Als Betreuer waren Istvan Korpa für die Damen und Zlatko Čordaš für die Herren vor Ort.

### Herren Einzel
Georg Böhm belegte in Gruppe B hinter Waldner und Xu Zengcai Platz 3. Er gewann gegen Barry Griffiths (Neuseeland), Patrick Birocheau (Frankreich), Tonny Maringgi (Indonesien), Chih Chin-long (Taiwan) und Gilany Hosnani (Mauritius), verlor aber gegen Xu Zengcai (China) und Waldner.
Jörg Roßkopf kam in Gruppe D gemeinsam mit Zoran Primorac hinter Andrzej Grubba auf Platz 2–3, schied aber wegen des verlorenen direkten Vergleiches aus. Er hatte gewonnen gegen Gary Haberl (Australien), Yoshihito Miyazaki (Japan), Sujay Ghorpade (Indien), Atanda Musa (Nigeria) und Francisco López (Venezuela), aber verloren gegen Zoran Primorac (Jugoslawien) und Andrzej Grubba (Polen).

### Herren Doppel
Böhm/Rebel belegten in Gruppe B mit einem 2:5-Ergebnis Platz 6. Positiv mit 5:2 schnitten Roßkopf/Fetzner in Gruppe D ab, aber es reichte nur zum dritten Rang.

### Damen Einzel
Olga Nemes kam in Gruppe H auf Platz 2 hinter der Koreanerin Hong Cha-ok, gegen die sie ihre einzige Niederlage bezog. Sie besiegte Iyabo Akanmu (Nigeria), Mirjam Kloppenburg (Niederlande), Jacqueline Díaz (Chile) und Csilla Bátorfi (Ungarn). Im Achtelfinale unterlag sie der Chinesin Li Huifen.
Katja Nolten kam in Gruppe E mit 2:3 auf Platz 4. Den beiden Siegen über Kuburat Owolabi (Nigeria) und Monica Liyau (Peru) standen 3 Niederlagen gegen Jasna Fazlić (Jugoslawien), Jung Hwa Hyun (Korea) und Mika Hoshino (Japan) gegenüber.

### Damen Doppel
Das einzige deutsche Damendoppel Nemes/Nolten erreichte in Gruppe B mit 2:4 Platz 5.

## Wissenswertes
Mehrere Beobachter kritisierten die großen Leistungsunterschiede unter den Teilnehmern, was zu vielen unattraktiven und einseitigen Spielen führte. Bei Olga Nemes und Katja Nolten wurde mittels einer Mundspeichelprobe ein Sextest durchgeführt. Mit Chih Chin-shui und Chih Chin-long traten Zwillingsbrüder im Doppel an.